# جون فوس
جون فوس (بالإنجليزية: John Voss)‏ (و. 1858 – 1922 م) هو ربان ‏، وship carpenter ‏، وكاتب من كندا، وألمانيا، توفي في فكتوريا ، كولومبيا البريطانية، عن عمر يناهز 64 عاماً، بسبب ذات الرئة.